# Lista de membros da Royal Society eleitos em 2013
Esta página lista Membros da Royal Society que foram eleitos em 2013.

## Fellows (FRS)
1. Harry Anderson
2. Judy Armitage
3. Keith Martin Ball
4. Michael Webster Bevan
5. Mervyn Bibb
6. Stephen Robert Bloom
7. Gilles Brassard
8. Michael Burrows
9. Jon Crowcroft
10. Ara Darzi, Baron Darzi of Denham
11. William Charles Earnshaw
12. Gerard Francis Gilmore
13. Nigel Glover
14. Raymond Ethan Goldstein
15. Melvyn Alan Goodale
16. Martin Green
17. Gillian Griffiths
18. Joanna Haigh
19. Phillip Thomas Hawkins
20. Edith Heard
21. Gideon Henderson
22. Guy Lloyd-Jones
23. Stephen P. Long
24. Nicholas Lydon
25. Anne Mills
26. Paul O'Brien
27. William David Richardson
28. Gareth Roberts
29. R. Kerry Rowe
30. Sir John Savill
31. Christopher J. Schofield
32. Paul M. Sharp
33. Stephen James Simpson
34. Terry Speed
35. Maria Grazia Spillantini
36. Douglas W Stephan
37. Brigitta Stockinger
38. Alan Turnbull
39. Jean-Paul Vincent
40. Andrew O.M. Wilkie
41. Sophie Wilson
42. Terry Wyatt
43. Julia Yeomans
44. Robert J. Young

## Foreign Members (ForMemRS)
1. Margaret Buckingham
2. Chen Zhu
3. John W. Hutchinson
4. Eric Kandel
5. Elliott Lieb
6. Kyriacos Costa Nicolaou
7. Randy Schekman
8. Eli Yablonovitch

## Royal Fellow
- HRH André, Duque de Iorque

## Honorary Fellow
- Bill Bryson